# Sofie Carsten Nielsen
Pour les articles homonymes, voir Nielsen.
Sofie Carsten Nielsen, née le 24 mai 1975 à Birkerød (Danemark), est une femme politique danoise, membre du Parti social-libéral. Elle est ministre de la Recherche entre 2014 et 2015.

## Biographie
Sofie Carsten Nielsen est diplômée en sciences politiques de l'université de Copenhague en 2002. Elle a également obtenu un diplôme en politique et administration européennes en 2001 au Collège d'Europe de Bruges.
Après ses études, elle est consultante au Parlement européen de 2002 à 2004. Elle travaille ensuite au ministère de l'Égalité des genres jusqu'en 2009. Elle travaille ensuite pour la société danoise d'ingénierie, un syndicat danois.
Engagée au sein du Parti social-libéral, elle est désignée comme tête de liste du parti pour les élections européennes de 2009. Sa liste recueille 4,3 % des voix, et le parti perd alors son unique siège au Parlement européen.
Elle est élue au Folketing lors des élections législatives de 2011. Elle devient alors vice-présidente de la commission parlementaire sur l'égalité, et vice-présidente de son groupe parlementaire. En décembre 2012, elle devient présidente du groupe parlementaire, ainsi que de la commission des finances du Folketing.
Le 3 février 2014, elle est nommée ministre de la Recherche, de l'Innovation et de l'Enseignement supérieur dans le gouvernement de Helle Thorning-Schmidt.
Elle est réélue au Folketing lors des élections législatives de 2015, à l'issue desquelles le Parti social-libéral retourne dans l'opposition.
Elle remporte un troisième mandat lors des élections législatives de 2019. Elle devient alors la porte-parole politique de son groupe parlementaire, ainsi que la porte-parole pour les questions financières. Le 7 octobre 2020, elle est élue chef du Parti social-libéral contre Martin Lidegaard par le groupe parlementaire du mouvement, après la démission de Morten Østergaard, mis en cause pour agression sexuelle. Le 9 octobre, Østergaard révèle que trois autres femmes ont déclaré s'être senties harcelées par lui, des cas dont Sofie Carsten Nielsen nie avoir eu connaissance. Le 14 octobre, la députée Ida Auken accuse Sofie Carsten Nielsen d'avoir eu connaissance d'au moins un de ces trois cas depuis 2017 et d'avoir couvert l'affaire. Le 18 octobre, le groupe parlementaire du parti tient une nouvelle réunion exceptionnelle, et décide de maintenir sa confiance à Sofie Carsten Nielsen pour la direction du mouvement.
En juillet 2022, après le rapport de la commission d'enquête sur la décision prise par le gouvernement d'abattre des millions de visons à la suite de la découverte d’une possible mutation du COVID-19 en novembre 2020, elle annonce que son parti votera pour renverser le gouvernement de Mette Frederiksen s'il elle ne convoque pas des élections législatives anticipées avant le 4 octobre. La Première ministre annonce le 5 octobre, la tennue d'élections législatives anticipées au 1er novembre. Lors du scrutin, le Parti social-libéral n'obtient que sept sièges, contre seize dans le mandat précédent. Elle annonce sa démission de la présidence du parti le lendemain. En décembre, elle devient la porte-parole de son groupe sur les questions européennes et de défense.
En avril 2023, elle annonce son départ du Folketing en cours de législature pour devenir directrice de projet auprès de Dansk Industri (da), la principale organisation patronale danoise.